# BoardGameGeek
BoardGameGeek ( BGG ) és un fòrum en línia per a aficionats als jocs de taula i de cartes i una base de dades que conté ressenyes, fòrums, imatges i vídeos de més de 125.600 jocs de taula diferents, inclosos jocs de taula, jocs de guerra i jocs de cartes d'estil europeu. A més de la base de dades de jocs i una llista classificada de jocs de taula, el lloc permet als usuaris puntuar els jocs en una escala d'1 a 10 i enregistrar la col·lecció de jocs i les partides realitzades.

## Història
BoardGameGeek va ser fundat el gener de 2000 per Scott Alden i Derk Solko, i va celebrar el seu 20è aniversari el 20 de gener de 2020.
Des del 2005, BoardGameGeek acull una convenció anual de jocs de taula, la BGG.CON i es on s'anuncien els guanyadors dels Golden Geek Awards. Es mostren les novetats i on personal de l'organització es dedica a ensenyar les regles de les novetats. També hi ha una convenció BGG.CON a la primavera apte per a famílies, i una BGG@Sea anual que se celebra en un creuer.
El 2010, BoardGameGeek va rebre el Diana Jones Award, que el va reconèixer com "un recurs com no n'hi ha d'altre per als jugadors de jocs de taula i de cartes, l'autoritat reconeguda d'aquesta comunitat en línia". El New York Times va anomenar BoardGameGeek "el centre dels jocs de taula a Internet".
El 2020, BoardGameGeek va ser inclòs al Saló de la Fama del Premi Origins.
El lloc ha provocat l'aparició de diverses webs centrats en altres camps utilitzant el mateix sistema per a jocs de rol i videojocs (rpggeek.com i videogamegeek.com).

## Premi Golden Geek
Des del 2006, la BGG premia anualment les millors novetats en jocs de taula de l'any amb el Golden Geek Award. Els guanyadors se seleccionen en funció dels vots dels usuaris registrats.

### 2006–2009
| Categoria                                        | 2006              | 2007                                        | 2008                        | 2009                        |
| ------------------------------------------------ | ----------------- | ------------------------------------------- | --------------------------- | --------------------------- |
| Joc de l'any                                     | Caylus            | Shogun                                      | Agrícola                    | Dominion                    |
| Millor joc d'estratègia                          | Caylus            | Shogun                                      | Agrícola                    | Le Havre                    |
| Millor joc de guerra                             | Twilight Struggle | Combat Commander: Europe                    | Hannibal: Roma vs. Carthage | Combat Commander: Pacific   |
| Millor joc de taula per a nens                   | Nacht Der Magier  | Zooloretto                                  | Chateau Roquefort           | Sorry! Sliders              |
| Millor joc de taula per a 2 jugadors             | Twilight Struggle | BattleLore oraz Commands & Colors: Ancients | Hannibal: Roma vs. Carthage | Space Hulk (tercera edició) |
| Millor joc de taula familiar                     | Ingenious         | Zooloretto                                  | Thebes                      | Pandèmia                    |
| Millor joc de taula de festa                     | Diamant           | Wits and Wagers                             | Say Anything                | Time's Up! Deluxe           |
| Millor joc de cartes                             | -                 | Caylus Carta Magna                          | Race for the Galaxy         | Dominion                    |
| Millor il·lustració/presentació del joc de taula | -                 | BattleLore                                  | Jamaica                     | Space Hulk (tercera edició) |
| Millor expansió de jocs de taula                 | -                 | -                                           | -                           | Pandèmic: On the Brink      |
| Millor joc de taula d'impressió i joc            | -                 | -                                           | -                           | Dune Express                |
| Millor joc de taula innovador                    | -                 | -                                           | -                           | Space Alert                 |

### 2010–2019
| Category                               | 2010                                | 2011                                    | 2012                                 | 2013                                            | 2014                                   | 2015                                                                  | 2016                                          | 2017                              | 2018                             | 2019                                |
| -------------------------------------- | ----------------------------------- | --------------------------------------- | ------------------------------------ | ----------------------------------------------- | -------------------------------------- | --------------------------------------------------------------------- | --------------------------------------------- | --------------------------------- | -------------------------------- | ----------------------------------- |
| Joc de l'any                           | Hansa Teutonica                     | Dominant Species                        | Eclipse                              | Terra Mystica                                   | Splendor                               | Pandemic Legacy: Season 1                                             | Scythe                                        | Gloomhaven                        | Root                             | Wingspan                            |
| Millor joc d'estrategia                | Hansa Teutonica                     | Dominant Species                        | Eclipse                              | Terra Mystica                                   | Five Tribes                            | Pandemic Legacy: Season 1                                             | Scythe                                        | Gloomhaven                        | Brass: Birmingham                | Wingspan                            |
| Millor Wargame                         | Washington's War                    | A Few Acres of Snow                     | Sekigahara: The Unification of Japan | 1775: Rebellion                                 | Fire in the Lake                       | Churchill                                                             | Falling Sky: The Gallic Revolt Against Caesar | 878 Vikings: Invasions of England | Hannibal & Hamilcar              | Undaunted: Normandy                 |
| Millor joc de taula per nens           | Forbidden Island                    | Animal Upon Animal: Balancing Bridge    | King of Tokyo                        | Forbidden Desert                                | Tales & Games: The Hare & the Tortoise | -                                                                     | -                                             | -                                 | -                                | -                                   |
| Millor joc per a 2 jugadors            | Washington's War                    | A Few Acres of Snow                     | Android: Netrunner                   | Star Wars: X-Wing Miniatures Game               | Star Realms                            | 7 Wonders Duel                                                        | Star Wars: Rebellion                          | Codenames: Duet                   | KeyForge: Call of the Archons    | Watergate                           |
| Millor joc de taula familiar           | Tobago                              | 7 Wonders                               | King of Tokyo                        | Love Letter                                     | Splendor                               | Codenames                                                             | Codenames: Pictures                           | Azul                              | The Quacks of Quedlinburg        | Wingspan                            |
| Millor joc de taula de festa           | Telestrations                       | Dixit Odyssey                           | King of Tokyo                        | Love Letter                                     | Cash n' Guns 2nd Ed.                   | Codenames                                                             | Codenames: Pictures                           | Warewords                         | The Mind                         | Wavelength                          |
| Millor joc de cartes                   | Innovation                          | 7 Cudów Świata                          | Android: Netrunner                   | Love Letter                                     | Star Realms                            | 7 Wonders Duel                                                        | Arkham Horror: The Card Game                  | Century: Spice Road               | The Mind                         | Wingspan                            |
| Millor art/presentació de joc de taula | -                                   | Merchants & Marauders                   | Takenoko                             | Mice and Mystics                                | Abyss                                  | Mysterium                                                             | Scythe                                        | Photosynthesis                    | Root                             | Wingspan                            |
| Millor expansió de joc de taula        | Dominion: Prosperity                | Twilight Imperium: Shards of the Throne | Alien Frontiers: Factions            | Lords of Waterdeep: Scoundrels of Skullport     | 7 Wonders: Babel                       | Ticket to Ride Map Collection: Volume 5 United Kingdom & Pennsylvania | 7 Wonders Duel: Pantheon                      | Scythe: The Wind Gambit           | Scythe: The Rise of Fenris       | Wingspan: European Expansion        |
| Millor joc de taula PNP                | Zombie in My Pocket                 | The Thing                               | D-Day Dice: Free Trial Version       | Tiny Epic Kingdoms & Coin Age                   | ...and then we held hands...           | Dune: The dice game                                                   | Star Trek: The Dice Game                      | My Little Scythe                  | Orchard: A 9 card solitaire game | TINYforming Mars                    |
| Joc de taula més innovador             | Catacombs                           | A Few Acres of Snow                     | Risk: Legacy                         | Love Letter                                     | Dead of Winter: A Crossroads Game      | Pandemic Legacy: Season 1                                             | Captain Sonar                                 | Gloomhaven                        | Root                             | Wingspan                            |
| Millor joc de taula temàtic            | War of the Ring Collector's Edition | Mansions of Madness                     | Mage Knight Board Game               | Robinson Crusoe: Adventure on the Cursed Island | Dead of Winter: A Crossroads Game      | Pandemic Legacy: Season 1                                             | Scythe                                        | Gloomhaven                        | Root                             | Dune                                |
| Millor joc de taula abstracte          | FITS                                | Paris Connection                        | Kingdom Builder                      | Tash-Kalar: Arena of Legends                    | Patchwork                              | -                                                                     | -                                             | -                                 | -                                | -                                   |
| Millor joc cooperatiu                  | -                                   | -                                       | -                                    | -                                               | -                                      | -                                                                     | Mechs vs. Minions                             | Gloomhaven                        | The Mind                         | The Crew: The Quest For Planet Nine |
| Millor joc en solitari                 | -                                   | -                                       | -                                    | -                                               | Imperial Settlers                      | Tiny Epic Galaxies                                                    | Scythe                                        | Gloomhaven                        | That's Pretty Clever             | Wingspan                            |

Premis RPG i Videojocs
Els premis RPG i de videojocs es van introduir l'any 2014 i es van concedir fins al 2017. L'any 2018 només es va concedir una categoria de premis.
| Categoria                                         | 2014                                                                                        | 2015                                     | 2016                     | 2017                                    | 2018              |
| ------------------------------------------------- | ------------------------------------------------------------------------------------------- | ---------------------------------------- | ------------------------ | --------------------------------------- | ----------------- |
| Millor obra d'art/presentació RPG                 | Manual del jugador (D&D 5e)                                                                 | Mouse Guard (2a edició)                  | Volo's Guide to Monsters | Xanathar's Guide to Everything          | -                 |
| Guanyador del millor suplement RPG                | Dungeons & Dragons Starter Set                                                              | The Dracula Dossier: Director's Handbook | Volo's Guide to Monsters | Xanathar's Guide to Everything          | -                 |
| RPG de l'any                                      | Dungeon Master's Guide (D&D 5e) Player's Handbook (D&D 5e) Dungeons & Dragons (5th Edition) | Blades in the Dark                       | 7th Sea                  | Tales from the Loop                     | -                 |
| Guanyador del millor videojoc indie               | Star Realms                                                                                 | Rocket League                            | Stardew Valley           | Cuphead                                 | -                 |
| Millor videojoc mòbil/portàtil                    | Star Realms                                                                                 | Fallout Shelter                          | Twilight Struggle        | Through the Ages                        | -                 |
| Millors imatges/obres d'art de videojocs          | The Banner Saga                                                                             | The Witcher 3: Wild Hunt                 | Overwatch                | The Legend of Zelda: Breath of the Wild | -                 |
| Videojoc més innovador                            | Galaxy Trucker                                                                              | -                                        | Pokémon GO               | The Legend of Zelda: Breath of the Wild | -                 |
| Guanyador del videojoc de l'any                   | Hearthstone: Heroes of Warcraft                                                             | Múltiples guanyadors                     | Múltiples guanyadors     | Múltiples guanyadors                    | -                 |
| Guanyador de la millor aplicació de jocs de taula | -                                                                                           | -                                        | Twilight Struggle        | Through the Ages                        | Ganz Schön Clever |

### 2020-present
El 2020 es van substituir molts premis per noves categories, com ara per exemple, la categoria "Joc de taula de l'any" es va substituir per 3 categories: "Joc de l'any, lleuger", "Mitjà" i "Pesat".
| Categoria                                          | 2020                         | 2021                                    | 2022                          |
| -------------------------------------------------- | ---------------------------- | --------------------------------------- | ----------------------------- |
| Joc de l'any, lleuger                              | MicroMacro: Crime City       | Cascadia                                | Cat in the Box: Edició Deluxe |
| Joc de l'any, mitjà                                | Lost Ruins of Arnak          | The Crew: Mission Deep Sea              | Heat: Pedal to the Metal      |
| Joc de l'any, pesat                                | Gloomhaven: Jaws ot the Lion | Ark Nova                                | Carnegie                      |
| Millor joc de guerra                               | Imperial Struggle            | Undaunted: Reinforcements               | Undaunted: Stalingrad         |
| Millor joc de taula per a 2 jugadors               | Undaunted: North Africa      | Radlands                                | Splendor Duel                 |
| Millor joc de cartes                               | Dune: Imperium               | -                                       | -                             |
| Millor il·lustració i presentació del joc de taula | On Mars                      | Sleeping Gods                           | Flamecraft                    |
| Millor expansió de joc de taula                    | Wingspan: Oceania Expansion  | Lost Ruins of Arnak: Expedition Leaders | Dune: Imperium – Rise of Ix   |
| Millor joc de taula PNP                            | 7 Wonders Duel: Solo         | Gloomholding                            | Aquamarine                    |
| Joc de taula més innovador                         | MicroMacro: Crime City       | Oath: Chronicles of Empire and Exile    | Cat in the Box: Edició Deluxe |
| Millor joc de taula temàtic                        | Gloomhaven: Jaws of the Lion | Sleeping Gods                           | Heat: Pedal to the Metal      |
| Millor joc cooperatiu                              | Gloomhaven: Jaws of the Lion | The Crew: Mission Deep Sea              | Return to Dark Tower          |
| Millor joc de taula en solitari                    | Under Falling Skies          | Final Girl                              | Turing Machine                |
| Millor joc amb zoom                                | Forgotten Waters             | -                                       | -                             |
| Millor joc de festa                                | -                            | So Clover!                              | Ready Set Bet                 |
| Millor podcast                                     | So Very Wrong About Games    | Board Game Barrage                      | This Game Is Broken           |
| Millor aplicació de jocs de taula                  | Root (2020)                  | Gloomhaven                              | Everdell                      |